# 格当乡
格当乡是中国西藏自治区墨脱县下辖的一个乡，位于县境东北部，南毗印度实际控制区，2007年共有农业人口106户，588人，主要为藏族。全乡平均海拔约1900米，地势在县内乡镇中相对平坦，对外交通联系方面，冬季主要往来达木乡，夏季则主要往来波密县大兴乡。经济以农业为主，2007年农作物播种面积2657亩，主要种植青稞、小麦、玉米、蔓稼、黄豆和辣椒等，农田以常耕地为主。
格当乡原辖有7个行政村：格当村、新开村、曲那塘村、多龙村、布龙村、占根卡村、桑珍卡村，现已合并为4个：格当村、布隆村、桑珍卡村、占根卡村。